# غابات كومي العذراء
تعد غابات كومي (Komi) العذراء إحدى مواقع التراث العالمي المُدرجة في اليونسكو والتي تقع في جبال الأورال الشمالية في جمهورية كومي بـروسيا. كما تُعد هذه الغابات من أكبر الغابات العذراء في أوروبا حيث تبلغ مساحتها 32,800 كيلو متر مربع.
تنتمي غابات كومي العذراء إلى جبال أورال التي تقع في المنطقة البيئية تايغا. تسود هذه الغابات أشجار تنوب بيضي وشوح سيبيري وأرزية سيبيرية، في حين تنتشر فيها بعض الثدييات كالرنة والسمور والفيزون والقواع.
تُقابل غابات كومي العذراء المحمية الطبيعية Pechora-Ilych الروسية والحديقة الوطنية Yugyd Va. وتم اعتمادها كإحدى مواقع التراث العالمي في عام 1995 مما جعلها أولى مواقع التراث العالمي الطبيعية في البلاد. كما أدى هذا الإقرار إلى زيادة تمويل هذه الغابات من الخارج ومنع الشركة الفرنسية (HUET Holding) من قطع أشجارها. ولا تزال أشجار الغابات تُقطَّع بشكلٍ غير قانوني ويقام مكانها مناجم لاستخراج الذهب بصفةٍ خاصةٍ برغم استمرار حظر تدمير الغابات والحث على المحافظة عليها. حيث كان من المقرر أن يتم استخراج سبائك الذهب التي توجد في الجزء الشمالي من الحديقة الوطنية Yugyd-Va قبل عام 1995.
برغم الإقرار بأن هذه الغابات تُعد إحدى مواقع التراث العالمي إلا أن رئيس جمهورية كومي ووزير الموارد الطبيعية لا زالا يبذلان محاولاتٍ مضنية لاستخراج الذهب منها. لقد قامت المحكمة العليا بكومي بإحباط مساعي الحكومة الإقليمية لإزالة حدود الغابات واستبعاد أجزائها الغنيّة بالذهب من الجزء المتوجب حمايته.

## معرض صور

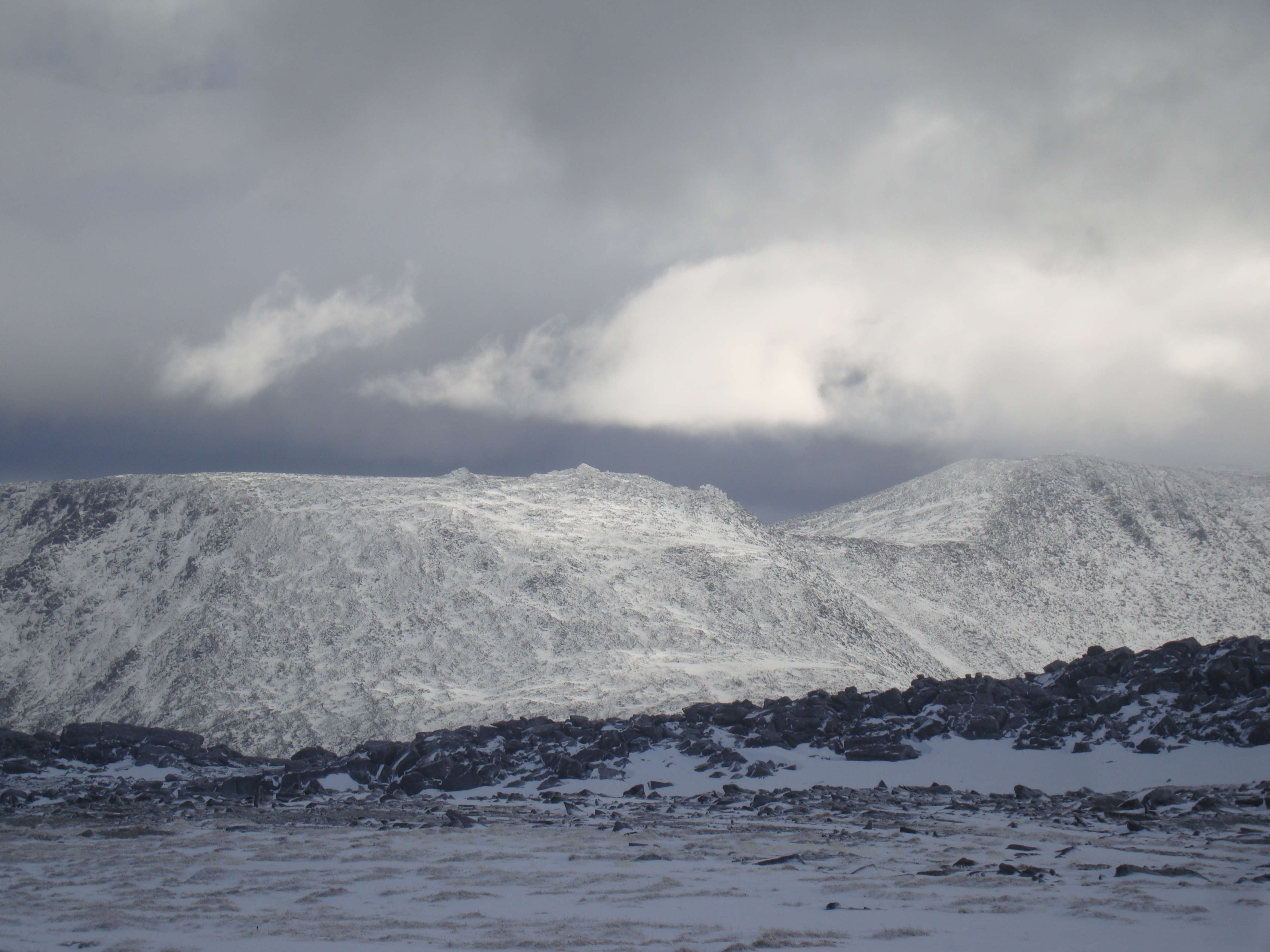
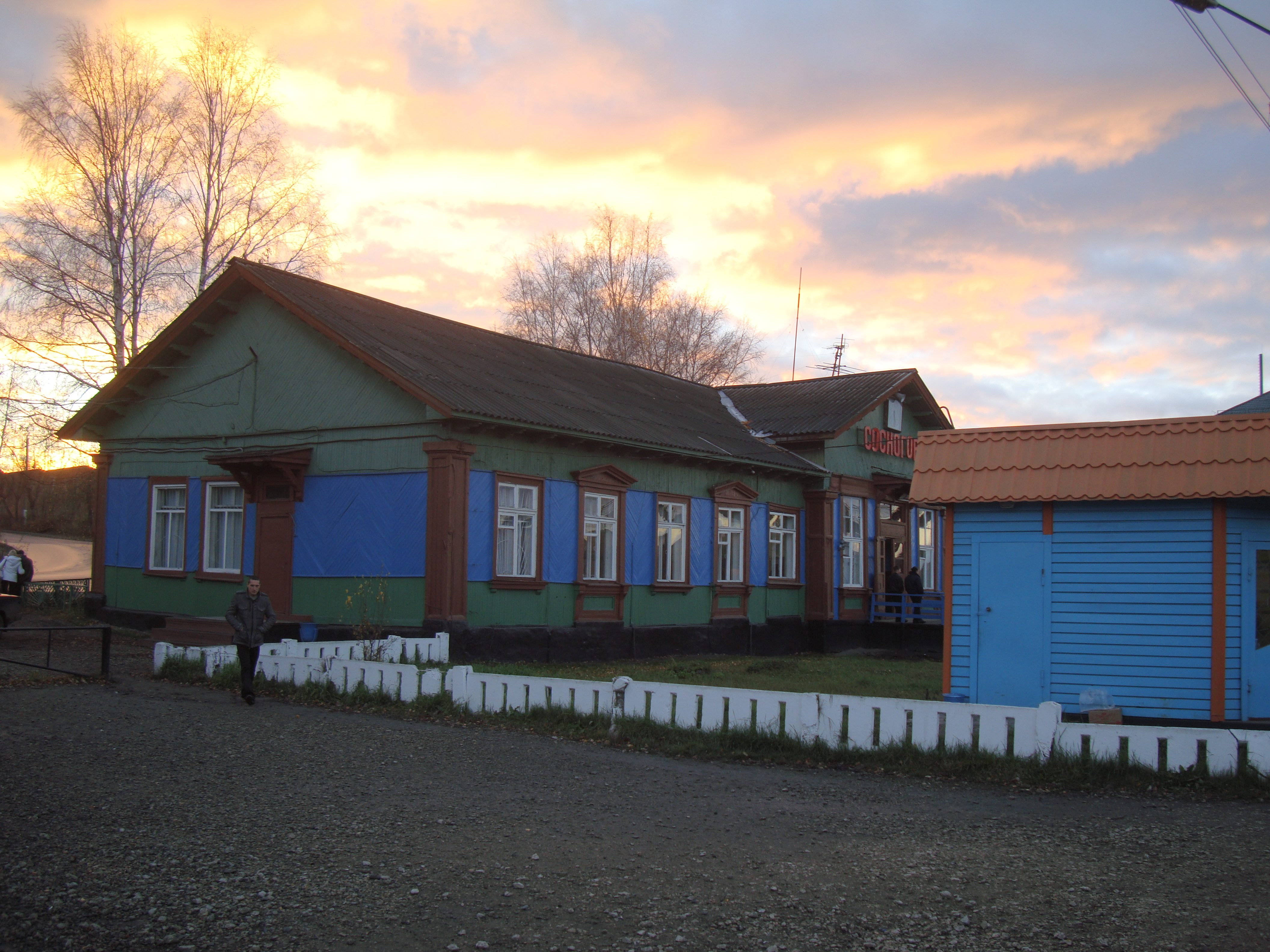
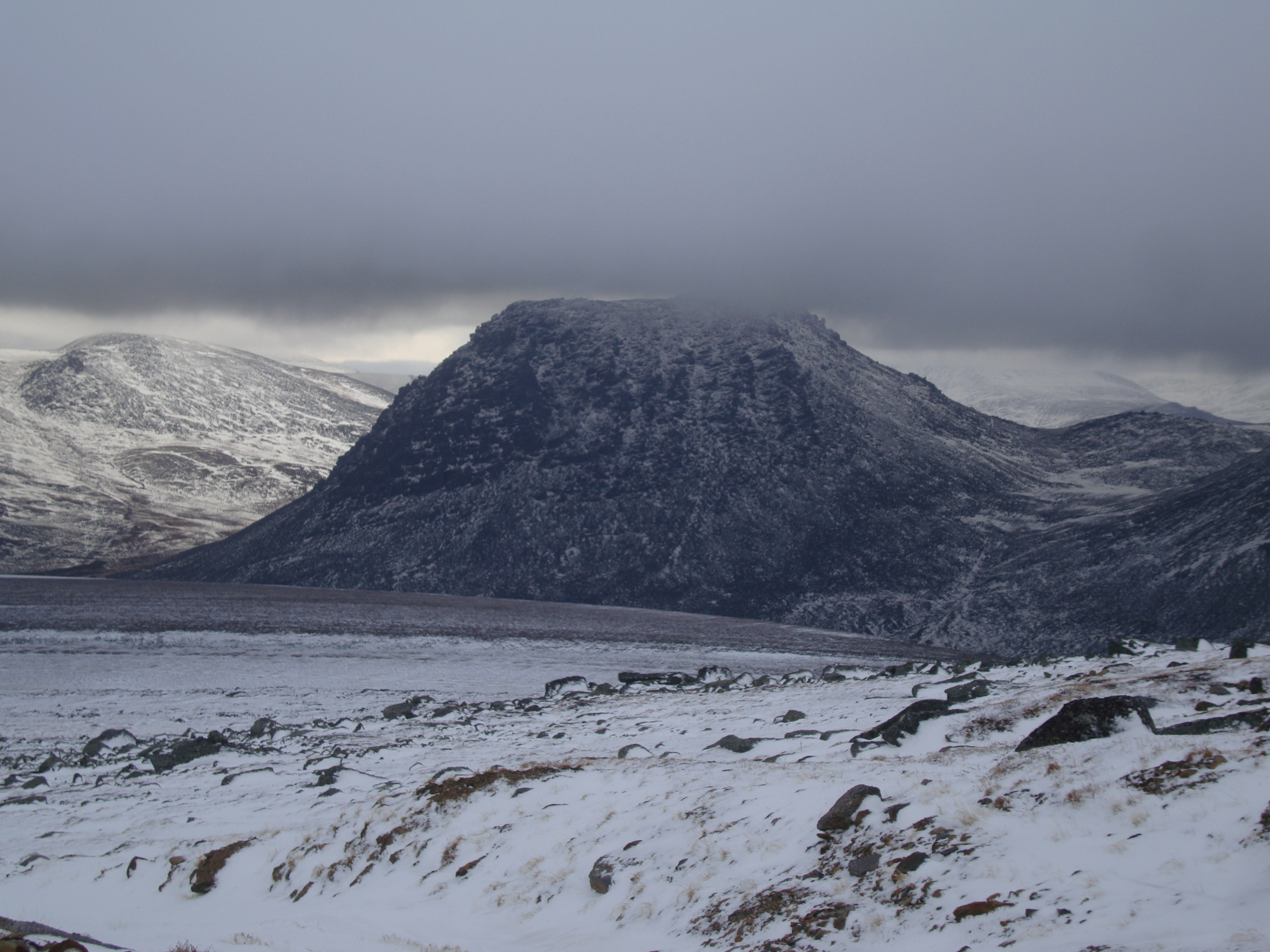
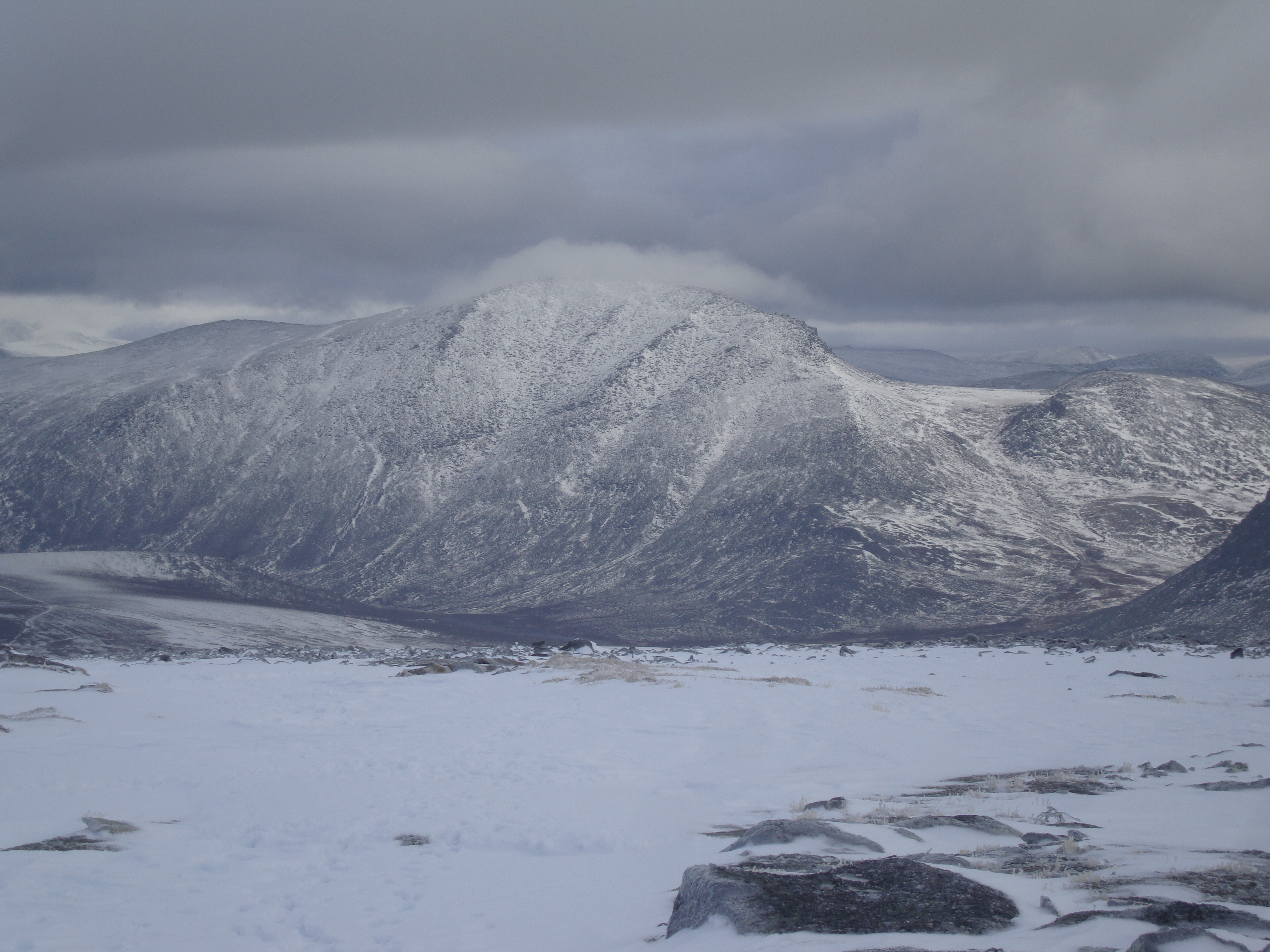

- 1=غابات كومي العذراء
- 1=غابات كومي العذراء
- 1=غابات كومي العذراء
- 1=غابات كومي العذراء

## وصلات خارجية
- Virgin Komi Forests (at the UNESCO World Heritage site)
- UNEP-WCMC World Heritage - Virgin Komi Forests
- Virgin Komi Forests at Natural Heritage Protection Fund